# Stanley Myers
Stanley Myers (Birmingham, 6 ottobre 1930 – Londra, 9 novembre 1993) è stato un compositore inglese.
È considerato uno dei padri della musica da film, avendo alle spalle una produzione compositiva prolifica, con più di sessanta colonne sonore.
Nato a Birmingham, frequentò la King Edward's School di Edgbaston, uno dei sobborghi della città. Cominciò la sua carriera compositiva collaborando alla produzione di colonne sonore di film gialli/horror del produttore Peter Walker, quali Nero criminale - Le belve sono tra noi e La casa del peccato mortale.
Il grande successo giunse con il brano Cavatina, inizialmente utilizzato per il film La ragazza con il bastone (1970), di Eric Till. Cavatina fu poi riproposto per il film Il cacciatore (1978), di Michael Cimino (per questa versione, suonata da John Williams, Myers si aggiudicò il premio Ivor Novello Award). Al brano fu poi aggiunto un testo: la versione cantata, con il titolo He Was Beautiful, fu incisa da Cleo Laine (accompagnata da John Williams) nel 1976 e poi da Iris Williams nel 1979, contribuendo ad aumentare la popolarità del brano. Cavatina ricevette ulteriore diffusione nel 2007, quando Paul Potts, vincitore della prima edizione del Britain's Got Talent, la propose nel suo primo album, One Chance.
Myers compose musiche di scena anche per la televisione, come quella per The Reign of Terror della serie Doctor Who, nonché il tema della sit-com All Gas and Gaiters e quello del programma televisivo Question Time.
Negli anni ottanta collaborò spesso con il regista e produttore Stephen Frears. La colonna sonora per il film Prick Up - L'importanza di essere Joe, sulla vita del drammaturgo Joe Orton, valse a Myers il premio per il miglior contributo artistico alla 40ª edizione del Festival di Cannes.
La sua collaborazione artistica si estende anche a lavori secondari, come la produzione di piccole serie televisive inglesi ("Time Traveler", "Blind Date", "The Wind", "Zero Boys") di Nico Mastorakis.
È stato inoltre il "mentore" di Hans Zimmer, spingendolo a dedicarsi completamente alla composizione per cinema, collaborando in diverse occasioni cinematografiche.
Morì di tumore nel borgo di Kensington e Chelsea (Londra), all'età di 63 anni.

## Colonne sonore
- La truffa che piaceva a Scotland Yard (Kaleidoscope), regia di Jack Smight (1966)
- Ulysses, regia di Joseph Strick (1967)
- Non si maltrattano così le signore (No Way to Treat a Lady), regia di Jack Smight (1968)
- Separation, regia di Jack Bond (1968)
- La notte del giorno dopo (The Night of the Following Day), regia di Hubert Cornfield (1968)
- L'incredibile affare Kopcenko (Otley), regia di Dick Clement (1969)
- La spietata legge del ribelle (Michael Kohlhaas - Der Rebell), regia di Volker Schlöndorff (1969)
- Age of Consent, regia di Michael Powell (1969)
- Two Gentlemen Sharing, regia di Ted Kotcheff (1969)
- Tropico del Cancro (Tropic of Cancer), regia di Joseph Strick (1970)
- La ragazza con il bastone (The Walking Stick), regia di Eric Till (1970)
- I clandestini delle tenebre (Underground), regia di Arthur H. Nadel (1970)
- Take a Girl Like You, regia di Jonathan Miller (1970)
- Sapore di donna (Tam-Lin), regia di Roddy McDowall (1970)
- A Severed Head, regia di Dick Clement (1970)
- La luna arrabbiata (The Raging Moon), regia di Bryan Forbes (1971)
- X Y e Zi (Zee and Co.), regia di Brian G. Hutton (1972)
- Un ospite gradito... per mia moglie (König, Dame, Bube), regia di Jerzy Skolimowski (1972)
- Il sanguinario (Sitting Target), regia di Douglas Hickox (1972)
- Fuoco di paglia (Strohfeuer), regia di Volker Schlöndorff (1972)
- The Love Ban, regia di Ralph Thomas (1973)
- Il bunker (The Blockhouse), regia di Clive Rees (1973)
- Road Movie, regia di Joseph Strick (1973)
- E sul corpo tracce di violenza (House of Whipcord), regia di Pete Walker (1974)
- Little Malcolm and His Struggle Against the Eunuchs, regia di Stuart Cooper (1974)
- Il giorno del toro (Caravan to Vaccarès), regia di Geoffrey Reeve (1974)
- Nero criminale - Le belve sono tra noi (Frightmare), regia di Pete Walker (1974)
- Soldi ad ogni costo (The Apprenticeship of Duddy Kravitz), regia di Ted Kotcheff (1974)
- Il seme dell'odio (The Wilby Conspiracy), regia di Ralph Nelson (1975)
- Un colpevole senza volto (Conduct Unbecoming), regia di Michael Anderson (1975)
- La casa del peccato mortale (House of Mortal Sin), regia di Pete Walker (1976)
- Colpo di grazia (Der Fangschuß), regia di Volker Schlöndorff (1976)
- La terza mano (Schizo), regia di Pete Walker (1976)
- A Portrait of the Artist as a Young Man, regia di Joseph Strick (1977)
- Il magnate greco (The Greek Tycoon), regia di J. Lee Thompson (1978)
- Chi vive in quella casa? (The Comeback), regia di Pete Walker (1978)
- Il cacciatore (The Deer Hunter), regia di Michael Cimino (1978)
- Adorabile canaglia (The Class of Miss MacMichael), regia di Silvio Narizzano (1978)
- L'assoluzione (Absolution), regia di Anthony Page (1978)
- The Great Riviera Bank Robbery, regia di Francis Megahy (1979)
- Rapina in Berkeley Square (A Nightingale Sang in Berkeley Square), regia di Ralph Thomas (1979)
- Gli occhi del parco (The Watcher in the Woods), regia di John Hough (1980)
- Border Crossing (The Border), regia di Christopher Leitch (1980)
- L'amante di Lady Chatterley (Lady Chatterley's Lover), regia di Just Jaeckin (1981)
- Incubus - Il potere del male (Incubus), regia di John Hough (1982)
- Moonlighting, regia di Jerzy Skolimowski (1982)
- Eureka, regia di Nicolas Roeg (1983)
- Il console onorario (The Honorary Consul), regia di John Mackenzie (1983)
- Blind Date, regia di Nico Mastorakis (1984)
- Il successo è la miglior vendetta (Success Is the Best Revenge), regia di Jerzy Skolimowski (1984)
- Histoire d'O, ritorno a Roissy (Histoire d'O: Chapitre 2), regia di Éric Rochat (1984)
- The Next One, regia di Nico Mastorakis (1984)
- The Chain, regia di Jack Gold (1984)
- La signora in bianco (Insignificance), regia di Nicolas Roeg (1985)
- My Beautiful Laundrette - Lavanderia a gettone (My Beautiful Laundrette), regia di Stephen Frears (1985)
- Lightship - La nave faro (The Lightship), regia di Jerzy Skolimowski (1985)
- Dreamchild, regia di Gavin Millar (1985)
- The Zero Boys, regia di Nico Mastorakis (1986)
- Separati in vacanza (Separate Vacations), regia di Michael Anderson (1986)
- Smart Money, regia di Bernard Rose (1986)
- Castaway, la ragazza Venerdì (Castaway), regia di Nicolas Roeg (1986)
- Il vento (The Wind), regia di Nico Mastorakis (1986)
- Prick Up - L'importanza di essere Joe (Prick Up Your Ears), regia di Stephen Frears (1987)
- Vorrei che tu fossi qui! (Wish You Were Here), regia di David Leland (1987)
- La seconda vittoria (The Second Victory), regia di Gerald Thomas (1987)
- Sammy e Rosie vanno a letto (Sammy & Rosie Get Laid), regia di Stephen Frears (1988)
- The Nature of the Beast, regia di Franco Rosso (1988)
- Taffin, regia di Francis Megahy (1988)
- Mille pezzi di un delirio (Track 29), regia di Nicolas Roeg (1988)
- La casa ai confini della realtà (Paperhouse), regia di Bernard Rose (1988)
- Chi ha paura delle streghe? (The Witches), regia di Nicolas Roeg (1990)
- Rosencrantz e Guildenstern sono morti (Rosencrantz e Guildenstern Are Dead), regia di Tom Stoppard (1990)
- Oscuri presagi (Cold Heaven), regia di Nicolas Roeg (1991)
- Heart of Darkness, regia di Nicolas Roeg (1994)